# Augyles gabriellae
Augyles gabriellae is een keversoort uit de familie oevergraafkevers (Heteroceridae). De wetenschappelijke naam van de soort is voor het eerst geldig gepubliceerd in 1993 door Mascagni.